# Antonio de Escaño y García de Cáceres
Antonio de Escaño y García de Cáceres (Cartagena, 1750 - Cadis, 12 de juliol de 1814) va ser un militar i marí espanyol.

## Biografia
Va ingressar com guardiamarina als 17 anys i partició en gairebé totes les grans operacions navals que va sostenir Espanya en la seva època: la expedició contra Alger en 1783, la defensa de Cadis en 1797 enfront de l'esquadra britànica de Jervis, la batalla de Brest, la de Finisterre i la batalla del cap de Sant Vicent, en la qual, gràcies a la seva visió militar, va aconseguir salvar el vaixell almirall espanyol, el Santísima Trinidad, quan el seu comandant José de Córdoba y Rojas "va perdre els papers", i per la qual cosa va rebre l'encomana de l'Orde de Sant Jaume.
Per la seva gran experiència nàutica i militar, i pel seu càrrec de segon cap de l'esquadra espanyola a les ordres de Federico Gravina, va ser designat pels caps espanyols per exposar davant Pierre de Villeneuve la seva opinió contrària a la de l'almirall francès en la cèlebre reunió a bord del Bucentaure, o sigui, la de romandre dins de la badia gaditana i no intentar trencar el cèrcol anglès. Villeneuve no li va fer cas i va ordenar la sortida a la recerca dels navilis d'Horatio Nelson. Malgrat haver resultat ferit en la batalla de Trafalgar, va ser Escaño qui va comunicar Manuel Godoy el resultat del combat, ja que «la situació en què es troba el tinent general Federico Gravina, de resultes d'un tret de metralla que per fi de l'acció d'ahir va rebre en el seu braç esquerre, no li permet donar a V.E. notícia d'aquest combat sagnant».
Ascendit a tinent general de l'Armada, Escaño va ser nomenat Ministre de Marina per la Junta Suprema Central (1808-1810), i en 1810 va ser escollit membre del Consell de Regència d'Espanya i Índies. Quan aquest organisme va dimitir després de la convocatòria i inici de les Corts de Cadis, va ser l'únic membre al que es va autoritzar la residència a la ciutat. I en ella va morir a mitjan 1814, pocs dies després de ser nomenat capità general de Cartagena, càrrec del que no va arribar a prendre possessió.

## Reconeixements
En l'actualitat existeix una escola de l'Armada que porta el seu nom: Escola d'Especialitats «Antonio de Escaño», situada a Ferrol (La Corunya).